# SS-N-3 Shaddock
El P-5 "Pyatyorka" (ruso: П-5 "Пятёрка", en español: 'cinco', también conocido por el nombre en clave de la OTAN SS-N-3C Shaddock) es un misil de crucero turborreactor de la Unión Soviética de la época de la Guerra Fría, diseñado por la oficina de diseño Chelomey. Entró en servicio en 1959. Pyatyorka es un nombre común para el misil como el "dígito 5", que corresponde al R-7 Semyorka, el dígito 7.
La OTAN llamó "Shaddock" a las versiones del P-6 SS-N-3A con radar lanzadas desde submarinos. Las llevaban los submarinos de las clases Echo II y Juliett para apuntar a los portaaviones estadounidenses. Los submarinos de la clase Echo I eran incapaces de alojar el radar de puntería para la versión antibuque, y no fueron equipados con misiles después de que se retirara la variante de ataque terrestre, probablemente a mediados de la década de 1960, cuando se dispuso de suficientes submarinos nucleares lanzamisiles balísticos (SSBN).
También existían versiones terrestres de estos misiles transportados y lanzados desde un camión de ocho ruedas (ZIL-135KM) como misiles de defensa costera. Se denominaban SPU-35V "Redut" o "SSC-1 Sepal" de la OTAN.